# Remco van der Schaaf
Remco van der Schaaf (ur. 28 lutego 1979 w Ten Boer) – holenderski piłkarz występujący na pozycji pomocnika.

## Kariera
Van der Schaaf jako junior grał w klubach VV Omlandia oraz TOP Oss. W 1997 roku trafił do pierwszoligowego Vitesse Arnhem. W Eredivisie zadebiutował 27 września 1997 w wygranym 7:1 meczu z Fortuną Sittard. W debiutanckim sezonie 1997/1998 w lidze zagrał trzy razy, a jego klub zajął trzecie miejsce w lidze i awansował do Pucharu UEFA. W 2000 roku van der Schaaf został wypożyczony do innego pierwszoligowca – Fortuny Sittard. 26 lutego 2000 w wygranym 2:0 pojedynku z Willem II Tilburg strzelił pierwszego gola w trakcie gry w Eredivisie. Po zakończeniu sezonu 1999/2000 powrócił do Vitesse. Tym razem stał się jego podstawowym graczem. W sumie spędził tam pięć lat. W tym czasie rozegrał tam 82 spotkania i zdobył 4 bramki.
W 2002 roku podpisał kontrakt z PSV Eindhoven. Pierwszy ligowy występ zanotował tam 10 września 2002 w wygranym 4:0 spotkaniu z AZ Alkmaar. Od czasu debiutu w PSV van der Schaaf pełnił tam rolę rezerwowego. W sezonie 2002/2003 wywalczył z klubem mistrzostwo Holandii oraz superpuchar Holandii. W sezonie 2004/2005 zdobył z PSV mistrzostwo Holandii, puchar Holandii i superpuchar Holandii. Łącznie spędził tam trzy lata. W tym czasie zagrał tam w 39 ligowych meczach.
W 2005 roku powrócił do Vitesse. Tym razem grał tam przez trzy sezony. W 2008 roku przeszedł do angielskiego drugoligowca – Burnley FC. Zadebiutował tam 9 sierpnia 2008 w przegranym 1:4 meczu z Sheffield Wednesday. Od początku gry w Burnley, był tam rezerwowym. W styczniu 2009 został wypożyczony do duńskiego Brøndby IF. W latach 2011–2013 grał w Randers FC.